# 太平洋の翼
太平洋の翼（たいへいようのつばさ）は、1963年（昭和38年）に制作された戦争映画。カラー、東宝スコープ。

## 概要
源田實原作の『海軍航空隊始末記』を基に、壮烈な戦闘機隊の戦いを描く"太平洋シリーズ三部作"の最終篇。前2作と異なり、パイロットの青春群像劇となっている。
制空権を握られている帝国海軍が南方地域に残存する精鋭パイロットを集め、新鋭戦闘機「紫電改」を中心とした第343海軍航空隊（以下、「343航空隊」とする）の戦いと人間模様を描く、史実を元にしたフィクション映画作品。登場人物は仮名で設定されており、主人公格である三船敏郎演じる「千田」は343空司令の源田實をモデルとしている。さらに、343航空隊とはまったく無関係である戦艦大和が登場する、渥美清ら人情派俳優が演じるパイロットたちが4機のみで天一号作戦に随伴するなど、フィクションながらも印象的な存在となっている。
前線基地に残って死ぬ者と、内地に帰還して航空戦を戦い抜いて死ぬ者、作中ではいずれの者も「散る桜」として、当時の絶望的な戦況が語られている。

## ストーリー
昭和19年8月、マリアナ沖海戦に大敗した日本海軍は制空権を失った。その前途に暗雲が垂れ込め始める中、軍令部内では一撃一殺の特攻による戦局挽回を唱える者が大勢となっていた。しかし、千田中佐は特攻に異を唱え、紫電改によって構成された精鋭部隊による局地の制空権の確保を突破口として、制空権の奪還を提唱する。千田中佐によって招集をかけられた精鋭パイロットたち（安宅中尉らは硫黄島の包囲網を突破して潜水艦で、矢野大尉らはラバウルから敵のPTボートを乗っ取り、滝大尉らは航空要員すら陸戦隊として戦うフィリピンから「内地に帰れる」と嫌みを叩かれ、戦闘で戦友を犠牲にし、その遺体を洋上へ投棄した）は戦うために本土へ帰還すると、千田中佐の下松山基地で343航空隊として再編成され、滝の率いる「新撰組」、矢野の率いる「天誅組」、安宅の率いる「維新隊」と3つの飛行隊が揃えられる。一方、滝のもとには玉井兵曹の姉である美也子が訪れ、滝は玉井の遺体を投棄した事実を伝える。
連日、343航空隊へ指示される命令は、敵機と戦う空戦ではなく、松山基地からの一時的な空中退避であった。特攻隊員から「逃げ回ってばかりじゃないか」と批判されるが、343航空隊は「満を持して、戦うためだ」と自分たちをなだめる以外に方法がなかった。そして昭和20年3月11日、敵機動艦隊から艦載機が南九州や四国沿岸へ飛来し、ついに343航空隊に出撃命令が下る。3人の飛行隊長に率いられて飛び立った343航空隊の各機は激しい空中戦を演じ、初出撃で63機もの米軍機を撃墜した。これは、同年3月時点で「過去3か月間にこんな大きな被害を受けたことがない」と米軍に言わしめるほどの大戦果であり、狂喜した軍令部は343航空隊の担当空域を西日本全域に拡大することを求める。それは、当時の日本海軍において343航空隊ほど、戦果の面で頼りになる航空隊が存在しなかったことに起因する。千田中佐は、西日本空域全体を防衛を任せるという海軍の過大な要求により、防衛戦域の拡大と戦力の分散による戦闘機の消耗を危惧するが、当時の日本の軍事情勢は、それを343航空隊単独で呑ませざるを得ないほどにひっ迫していた。そんな中、沖縄への出撃が決まった戦艦大和の上空に飛来し、ブーツごと手紙を投下した者がいたことが判明する。343航空隊は沖縄へ特攻する大和を途中まで護衛するが、同隊のうち4機が命令違反を犯し、大和と運命を共にしたほか、各飛行隊長も戦死して兵力は激減する。その後、日本は敗戦を経て平和を迎えるのだった。

## キャスト
参照
- 千田中佐 - 第343海軍航空隊司令：三船敏郎
- 滝大尉 - 301飛行隊「新撰組」隊長：加山雄三
- 安宅大尉 - 701飛行隊「維新隊」隊長：夏木陽介
- 矢野大尉 - 407飛行隊「天誅組」隊長：佐藤允
- 玉井美也子：星由里子
- 三原少佐（潜水艦の艦長）：池部良
- 丹下一飛曹（ラバウル407飛行隊）：渥美清
- 稲葉上飛曹（硫黄島701飛行隊）：西村晃
- 中村上飛曹（ラバウル兵）：中谷一郎
- 加藤航空隊副長：平田昭彦
- 及川軍令部総長：志村喬
- 中馬大佐（硫黄島）：田崎潤
- 大西軍令部次長：宮口精二
- 清水中尉（フィリピン島）：船戸順
- 特攻隊の士官A[1]：中丸忠雄
- 伊藤第二艦隊司令長官：藤田進
- 戦艦大和艦長：河津清三郎
- 軍令部A参謀：清水将夫
- 落合少佐（駆逐艦の艦長）：小杉義男
- 小林一飛曹（ラバウル）：砂塚秀夫
- 艦隊参謀長：田島義文
- 特攻隊の士官B[1]：山本廉
- 主計長（フィリピン島）：織田政雄
- 軍令部B参謀：清水元
- 八木大尉（潜水艦の乗組員）伊藤久哉
- 輸送機の正操縦員：大村千吉
- 森上飛曹[1]（フィリピン島の兵）：岩本弘司
- 大村上飛曹（硫黄島）中山豊
- 手塚一飛曹[1]（硫黄島方面）古田俊彦
- 寺田中尉（硫黄島）上村辛之
- 松尾一飛曹（硫黄島）：西條康彦
- 水野二飛曹（フィリピン島）：新野悟
- 軍令部の作戦参謀[要出典]：津田光男
- 軍令部の参謀[要出典]：手塚勝巳
- 大和の当直将校[1]：野村浩三
- 当直将校[1]：三島耕
- 大和通信長[1]：大友伸
- 大和の副直将校[1]：若松明
- 陸軍下士官[1]：広瀬正一
- 航空基地の士官[要出典]：堤康久
- 村上一飛曹（フィリピン島）：岡豊
- 石井上飛曹（硫黄島）[1]：宇畄木耕嗣
- 玉井二飛曹（フィリピン島）：片岡光雄
- 機銃員[1]：大前亘
- 輸送機の副操縦員[1]：越後憲三
- ラバウルの陸軍士官（第三155部隊）[要出典]：坂本晴哉
- 見張員[1]：吉田静司
- 対空機銃陣地の兵士[要出典]：伊原徳
- 水雷艇の乗組員[要出典]：ウィルヘルム・シュリンガー
- 水雷艇の艦長[要出典]：ジャック・デーヴィス
- 潜水艦の乗組員[要出典]：鹿島邦義
- 航空基地の通信長[要出典]：勝部義夫
- 大和の分隊長[要出典]：岡部正
- 大和の下士官[要出典]：権藤幸彦
- 航空隊員[要出典]：細川隆一
- 木根川の避難民[要出典]：勝本圭一郎
- 魚雷艇の副長[10]、飛行兵[10]：中島春雄
- 軍令部の参謀[要出典]：草間璋夫
- 大和の分隊士・潜水艦の乗組員[要出典]：由起卓也
- 303航空隊通信士[要出典]：門脇三郎
- 航空基地の士官[要出典]：荒木保夫

## スタッフ
参照

### 本編
- 監督：松林宗恵
- 製作：田中友幸、田実泰良
- 脚本：須崎勝弥
- 音楽：團伊玖磨
- 撮影：鈴木武
- 美術：北猛夫
- 録音：渡会伸
- 照明：石井長四郎
- 編集：岩下広一
- 監督助手：梶田興治
- 製作担当者：黒田達雄
- 整音：下永尚
- 音響効果：金山実
- 資料提供:新明和工業株式会社（旧川西航空機）
- 現像：東京現像所

### 特殊技術
- 特技監督：円谷英二
- 撮影：有川貞昌、富岡素敬
- 美術：渡辺明
- 照明：岸田九一郎
- 火薬：山本久蔵
- 造形チーフ：利光貞三
- 石膏：中代文雄
- 監督助手：中野昭慶
- 製作担当者：成田貫

### 特殊視覚効果
- 合成：向山宏
- 光学撮影：幸隆生、真野田幸雄、徳政義行

## 製作

### 撮影
茨城県霞ヶ浦ではセット撮影、宮城県仙台市では飛行機の空中戦場面、神奈川県横須賀市や広島県呉市では港の撮影、東京都八丈島ではラバウルでの駐屯地シーンなどがそれぞれ行われた。ガダルカナル島での戦闘シーンは十国峠で撮影されているようで背景に箱根駒ヶ岳が見える。
撮影前には、俳優らに対し元操縦士らから操縦の指導が行われた。千田のモデルである源田實も製作に協力しており、源田と対談する機会のあった佐藤允は後に『連合艦隊司令長官 山本五十六』（1968年）で源田を演じた。

### 特撮
紫電改の実物大セット、対空銃座や管制塔まで再現した松山基地の野外セット、戦艦大和の模型や空戦シーンなどが精巧に作りこまれており、円谷英二の特撮技術が映画全編に反映されている。劇中の軍艦役で潜水艦「くろしお」、魚雷艇10号、護衛艦「ゆきかぜ」など、当時の海上自衛隊護衛艦が多く登場している。
本作品は、戦後初めて本格的な空中戦を描いた映画である。空中戦の撮影に使用された戦闘機のミニチュアは約300機におよび、特撮ステージでの操演のほか、屋外でラジコン機やUコン機を用いての撮影も行われた。松山基地から紫電改が飛び立つシーンでは水を抜いた大プールを使用し、レール上に設置した紫電改のミニチュアのワイヤーをトラックに引かせている。
戦艦大和のミニチュアは1/15スケールのものが作られ、山中湖上で撮影された。このミニチュアは造船所で作られ、内部には自動車用の360ccのエンジンを搭載している。紫電改から見た大和の描写はヘリコプターを用いて撮影されたが、淡水ゆえに水の透明度が高く艦底まで写ってしまったため、多くは使えなかった。
特撮班の監督助手（チーフ助監督）は、浅井正勝に替わり中野昭慶が起用された。チーフ助監督は通常10年以上の経験者が起用されるため、助監督歴3、4年の中野は異例の抜擢であった。
撮影助手の川北紘一によれば、撮影の有川貞昌は太平洋戦争中にパイロットを務めていた経験から、本作品でセスナ機での実景撮影を行った際に正規のパイロットに替わって自ら操縦していたという。
紫電改（滝機）やヘルキャットのミニチュアは、1999年の時点で東宝特美倉庫に保管されていることが確認されている。

## 同時上映
『社長漫遊記』
監督：杉江敏男 / 主演：森繁久彌
「社長シリーズ」第16作。

## 映像ソフト
- VHS 品番 TG4550S[17]
- LD 品番 TLL2180[17]